# 龙阳村站
龙阳村站位于中华人民共和国湖北省武汉市汉阳区，是武汉地铁3号线的地铁车站，建设时期名为“蔡家湾站”。

## 车站结构
位于龙阳大道武汉卷烟厂附近，为地下两层标准岛式站台车站，车站总长度197m，共设4个出入口和2组风。

### 楼层分布
| 地面     | 地面               | 出入口                               |  |  |
| 地下一层 | 站厅               | 售票机、客服中心、武漢通充值、洗手間 |  |  |
| 地下二层 |                    | █ 3号线 往沌阳大道（陶家岭）         |  |  |
|          | 岛式站台，左侧开门 |                                      |  |  |
|          |                    | █ 3号线 往宏图大道（王家湾）         |  |  |

### 車站出口
|                                                 |      |                                                                                                |
| 出口編號                                        | 設施 | 建議前往的目的地                                                                               |
| A                                               |      | 龍陽大道 十升二路、十升路、鍾家村實驗小學、湖北省廣播電視學校、龍陽時代、龍陽雅苑南區、龍陽1號 |
| B                                               |      | 龍陽大道 十升二路、武漢卷煙廠、龍陽雅苑北區、時代映象                                          |
| C                                               |      | 龍陽大道 蟠龍路、人信大廈、九通家具城、龍陽熙苑                                                |
| D                                               |      | 龍陽大道 蟠龍路、人信匯、麥迪森廣場、新澳·藍草坪                                               |
| 注： 設有升降機 \| 設有輪椅升降台 \| 設有洗手間 |      |                                                                                                |

## 邻近地区
武汉卷烟厂、人信汇。

### 内部链接
- 武汉地铁车站列表